# ملولبات
الملولبات (الاسم العلمي:†Spiriferidae) هي فصيلة منقرضة من عضديات الأرجل تتبع رتبة الملولبيات من طائفة المخطمانية.

## الأجناس
- †الملولبة